# Samarkanda (stacja kolejowa)
Samarkanda – stacja kolejowa w Samarkandzie, w Uzbekistanie. Znajdują się tu 3 perony.